# Sega NAOMI 2

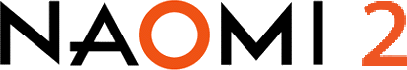
Логотип системы Наоми 2

Sega NAOMI 2 (New Arcade Operation Machine Idea) — аркадная система, преемник аркадной системы Sega NAOMI. Она была создана компанией Sega в 2000 году. NAOMI 2 зарекомендовала себя в то время как эталон мощности в игровых автоматах, используя ноу-хау Sega в этой области, послужив высококачественной заменой Sega HIKARU. Кроме того, она была более доступной, чем предшествовавшая ей очень дорогая (и сложная в программировании) аркадная система Sega HIKARU.
После реструктуризации весной 2000 года, особенно из-за плохого коммерческого приёма Dreamcast в Японии, Sega переориентировалась на сектор игровых автоматов и выпустила на рынок NAOMI 2.

## Описание
NAOMI 2 — это аббревиатура от New Arcade Operation Machine Idea (букв. «идея нового аркадного автомата»). NAOMI также переводится с японского как «красавица» и с иврита как «приятность».
Архитектура NAOMI 2 аналогична архитектуре своего предшественника, поэтому игры совместимы.
Система предлагает улучшенную графическую производительность благодаря увеличенным графическим возможностям оригинального оборудования NAOMI. Теперь она оснащена двумя чипами PowerVR CLX2, чипом VideoLogic ELAN, объём графической памяти удвоен с 16 MB до 32 MB (в четыре раза больше, чем у Dreamcast), что позволяет отображать больше графических деталей.
Привод GD-ROM поставляется вместе с модулем расширения, известным как плата DIMM. Он содержал дополнительную память, чтобы вся игра могла быть загружена в оперативную память. Это должно компенсировать более медленное время загрузки GD-ROM -> ПЗУ, а также уменьшало износ оптического привода. Платы DIMM и GD-ROM полностью совместимы с NAOMI и NAOMI 2. 
NAOMI 2, как и его предшественник, может быть подключён к сети при помощи спутникового терминала NAOMI 2 (англ. NAOMI 2 Satellite Terminal).
ELAN от VideoLogic, геометрический сопроцессор с управлением T&L, используемый в NAOMI 2, находился в разработке с 1998 года, когда были выпущены исходная аркадная система NAOMI и консоль Dreamcast. Ю Судзуки участвовал в его разработке и настаивал на том, что он должен иметь достаточную мощность, чтобы поддерживать не менее 10 миллионов полигонов в секунду вместе со всеми эффектами. 

## Технические характеристики

### Процессоры

#### Центральный процессор
- ЦП: Hitachi SH-4 на 200 MHz (SH7091)
- Память: 32 MB SDRAM на частоте 100 MHz
- Архитектура: 64-бита
- Пропускная способность памяти: 800 MB/s

#### Геометрический сопроцессор
- Геометрический сопроцессор: Модифицированный чип VideoLogic с управлением Transformation & Lighting (T&L) (кодовое название ELAN)
- Частота: 100 MHz
- Полигонов в секунду: 10 миллионов полигонов в секунду с 6 источниками света
- Поддерживаемые источники света:
  - Окружающее освещение (англ. Ambient Lighting)
  - Параллельное освещение (англ. Parallel Lighting)
  - Точечное освещение (англ. Point and Spot Lighting)
- Память: 32 MB

#### Графический процессор
- Два PowerVR2 (CLX2)
- Скорость заполнения пикселей: 2000 мегапикселей в секунду[14]
- Память: 2 x 32 MB SDRAM на частоте 100 MHz
- Архитектура: 64-бит для каждого графического процессора (всего 128-бит)
- Пропускная способность памяти: 800 MB/s для каждого графического процессора (всего 1,6 GB/s)
- Графические эффекты:
  - 16-битные и 24-битные цвета
  - Движок полигонов/полос/вентиляторов
  - Туман
  - Зеркальное освещение
  - Фильтрация текстур
    - Сглаживание (сглаживание всей сцены)
    - Билинейный
    - Трёхлинейный
    - Анизотропный
    - MIP-текстурирование
    - Рельефное текстурирование
    - Коррекция перспективы
    - 8-битное альфа-смешивание (256 уровней прозрачности)
    - Метод тонирования Гуро

#### Аудио
- Аудиочип: Yamaha ASIC ARM7 на частоте 45 MHz (поддержка 64 каналов на частоте 48 kHz , 16-битный звук)
- Память: 8 MB ОЗУ

### Медиа
- Картридж
- GD-ROM
- CompactFlash[15]

### Коммуникации
- Порт RS232C

### Портированные игры
- Стандарт видео JAMMA

### BIOS
Как и многие системы, BIOS NAOMI 2 претерпел несколько изменений, помимо нескольких версий, реализованных для зонирования. В BIOS присутствует 3 зоны: США, Япония и экспорт.
Некоторые игры работают только в определённом регионе. Первые версии не позволяли использовать устройство чтения GD-ROM и/или поддержку ссылки (что позволяло играть в одну и ту же игру на нескольких терминалах, каждый раз оснащённых Наоми и игрой).

## Список игр
| Игры                       | США | ЯПОНИЯ | ЭКСПОРТ |
| -------------------------- | --- | ------ | ------- |
| Virtua Fighter 4           | x   | -      | x       |
| Virtua Fighter 4 Evolution | x   | -      | x       |
| Virtua Striker 3           | x   | -      | x       |

| Игры                         | США | ЯПОНИЯ | ЭКСПОРТ |
| ---------------------------- | --- | ------ | ------- |
| Beach Spikers                | x   | x      | -       |
| Virtua Fighter 4             | -   | x      | -       |
| Virtua Fighter 4 Evolution   | -   | x      | -       |
| Virtua Fighter 4 Final Tuned | -   | x      | -       |
| Virtua Striker 3             | x   | x      | -       |

| Игра                                                  | Разработчик | Издатель | Система                    | Год      |
| ----------------------------------------------------- | ----------- | -------- | -------------------------- | -------- |
| Beach Spikers                                         | Sega-AM2    | Sega     | NAOMI 2 GD-ROM             | 2001     |
| Club Kart                                             | Sega        | Sega     | NAOMI 2                    | 2001     |
| Club Kart: European Session                           | Sega        | Sega     | NAOMI 2                    | 2002     |
| Club Kart Cycraft                                     | Sega        | Sega     | NAOMI 2                    | 2003     |
| Club Kart Prize                                       | Sega        | Sega     | NAOMI 2                    | 2003     |
| Initial D Arcade Stage                                | Sega Rosso  | Sega     | NAOMI 2 GD-ROM             | 2002     |
| Initial D: Arcade Stage 2                             | Sega Rosso  | Sega     | NAOMI 2 GD-ROM             | 2003     |
| Initial D: Version 3                                  | Sega Rosso  | Sega     | NAOMI 2 GD-ROM             | 2004     |
| Initial D: Version 3 Cycraft                          | Sega Rosso  | Sega     | NAOMI 2 GD-ROM             | 2005     |
| Jet Squadron                                          | Sega        | Sega     | NAOMI 2                    | отменена |
| King of Route 66                                      | Sega        | Sega     | NAOMI 2                    | 2002     |
| Mobile Suit Gundam 0079 Card Builder                  | Banpresto   | Sega     | NAOMI 2 Satellite Terminal | 2005     |
| Mobile Suit Gundam 0083 Card Builder                  | Banpresto   | Sega     | NAOMI 2 Satellite Terminal | 2007     |
| Sega Driving Simulator                                | Sega        | Sega     | NAOMI 2                    | 2002     |
| Soul Surfer                                           | Sega        | Sega     | NAOMI 2                    | 2002     |
| Virtua Fighter 4                                      | Sega-AM2    | Sega     | NAOMI 2 *                  | 2001     |
| Virtua Fighter 4 Evolution                            | Sega-AM2    | Sega     | NAOMI 2 *                  | 2002     |
| Virtua Fighter 4 Evolution Ver. B                     | Sega-AM2    | Sega     | NAOMI 2 GD-ROM             | 2003     |
| Virtua Fighter 4 Final Tuned                          | Sega-AM2    | Sega     | NAOMI 2 *                  | 2004     |
| Virtua Fighter 4 Ver. B                               | Sega        | Sega     | NAOMI 2 GD-ROM             | 2001     |
| Virtua Fighter 4 Ver. C                               | Sega-AM2    | Sega     | NAOMI 2 GD-ROM             | 2002     |
| Virtua Striker III                                    | Sega-AM2    | Sega     | NAOMI 2 *                  | 2001     |
| Wild Riders                                           | Sega        | Sega     | NAOMI 2                    | 2001     |
| World Club Champion Football European Clubs 2004-2005 | Sega        | Sega     | NAOMI 2 Satellite Terminal | 2005     |
| World Club Champion Football European Clubs 2005-2006 | Sega        | Sega     | NAOMI 2 Satellite Terminal | 2006     |
| World Club Champion Football Serie A 2001-2002        | Sega        | Sega     | NAOMI 2 Satellite Terminal | 2002     |
| World Club Champion Football Serie A 2001-2002 Ver.2  | Sega        | Sega     | NAOMI 2 Satellite Terminal | 2003     |
| World Club Champion Football Serie A 2002-2003        | Sega        | Sega     | NAOMI 2 Satellite Terminal | 2003     |
| World Club Champion Football Serie A 2002-2003 Ver.2  | Sega        | Sega     | NAOMI 2 Satellite Terminal | 2004     |
| * — Картридж+GD-ROM                                   | ZZ-c+p      | ZZ-c+p   | ZZ-c+p                     | ZZ-c+p   |

### Статьи по теме
- NAOMI
- Зал игровых автоматов
- Аркадная система
- Комплект GD-ROM
- Аркада (жанр)